# 11584 Ferenczi
11584 Ferenczi este un asteroid din centura principală de asteroizi.

## Descriere
11584 Ferenczi este un asteroid din centura principală de asteroizi. A fost descoperit pe 10 august 1994 la Observatorul La Silla de Eric Walter Elst. Asteroidul prezintă o orbită caracterizată de o semiaxă mare de 3,05 ua, o excentricitate de 0,08 și o înclinație de 9,1° în raport cu ecliptica.